# Tytroca eremochroa
Tytroca eremochroa là một loài bướm đêm trong họ Erebidae.